# Zuse 4
Pour les articles homonymes, voir Z4.

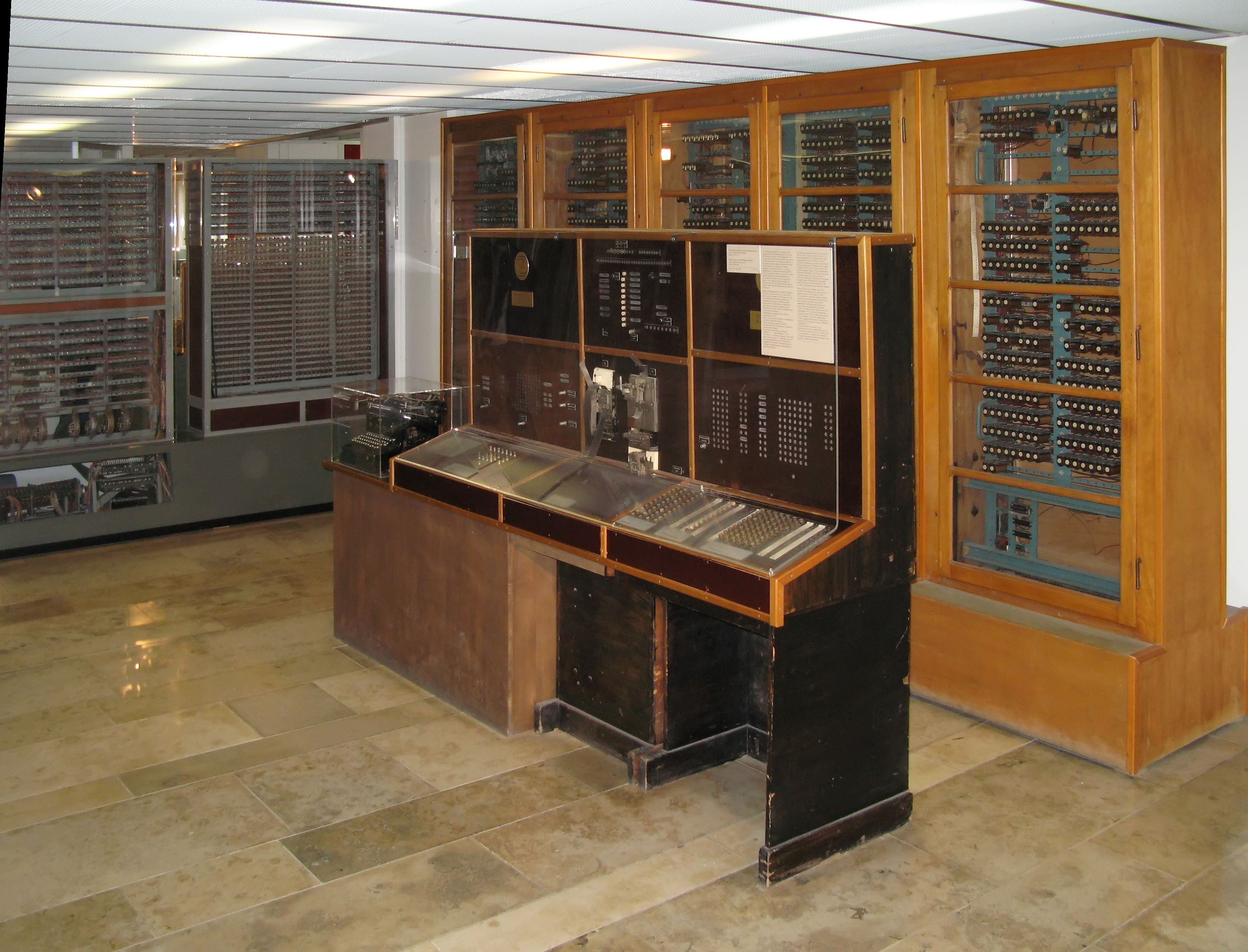
Le Z4 exposé au Deutsches Museum à Munich.

Le Zuse 4 ou Z4 est à la fois le quatrième calculateur et le deuxième ordinateur conçu par l'ingénieur allemand Konrad Zuse.
Il est le deuxième ordinateur électromécanique multi-usage programmable.
Il fut réalisé pendant la Seconde Guerre mondiale en 1945 puis démonté pour le protéger des bombardements. Il fut ensuite remonté après 1945 pendant plusieurs années. 
Konrad Zuse créa alors la première firme privée de fabrication d'ordinateur Zuse KG. Celle-ci livra le 11 juillet 1950 à l'institut de mathématiques appliquées de l'École polytechnique fédérale de Zurich, en Suisse, le Z4 (auquel il avait alors ajouté un lecteur de bande perforée et un appareil de perforation de ces bandes). 
Ce fut ainsi le premier ordinateur dans le monde à être commercialisé (mais loué), 5 mois avant le britannique Ferranti Mark I (qui fut vendu) et 10 mois avant l'américain UNIVAC I.
Il restera en service à l'École polytechnique fédérale de Zurich jusqu'en 1955. À Zurich, il fut utilisé pour les calculs du barrage de la Grande-Dixence, le plus haut barrage poids du monde en Valais. Ensuite il fut transféré en France à l'Institut franco-allemand de recherches de Saint-Louis, un institut de recherche militaire binational où il fut en service jusqu'en 1959. 
On peut l'admirer aujourd'hui à Munich au Deutsches Museum.